# Plagideicta batesoni
Plagideicta batesoni là một loài bướm đêm trong họ Noctuidae.